# Aurora (Dakota del Sud)
Aurora è un comune (town) degli Stati Uniti d'America della contea di Brookings nello Stato del Dakota del Sud. La popolazione era di 532 abitanti al censimento del 2010.

## Geografia fisica
Aurora è situata a 44°17′00″N 96°41′10″W (44.283215, -96.686048).
Secondo lo United States Census Bureau, la città ha una superficie totale di 1,18 km², dei quali 1,18 km² di territorio e 0 km² di acque interne (0% del totale).
Ad Aurora è stato assegnato lo ZIP code 57002 e lo FIPS place code 02780.

## Storia
Aurora fu mappata nel 1880. Deve il suo nome alla città di Aurora nell'Illinois, da dove proveniva il primo colono.

## Società

### Evoluzione demografica
Secondo il censimento del 2010, c'erano 532 abitanti.

### Etnie e minoranze straniere
Secondo il censimento del 2010, la composizione etnica della città era formata dal 95,49% di bianchi, lo 0% di afroamericani, il 2,63% di nativi americani, lo 0,19% di asiatici, lo 0% di oceanici, lo 0% di altre razze, e l'1,69% di due o più etnie. Ispanici o latinos di qualunque razza erano lo 0,94% della popolazione.